# سيدي نصر
قرية سيدي نصر تتبع مركز كفر الشيخ ويقطنها حوالي 75000 خمسة وسبعون الف، ويوجد بها مدرسة ابتدائية واخري اعدادية وجاري إنشاء معهد ازهري بجوار مقام سيدي نصر الاثري الذي هدم. 

## المقام
مقام سيدى نصر هو مقام أثري يقع على الطريق بين المرابعين وكفر الشيخ. وهو مقام العارف بالله سيدي نصر بن عفان الذي ينتهي نسبة إلى الاشراف حيث انه اتي من المغرب واستوطن في ذلك المكان. 